# Jeruzalem (Gerkesklooster)
Jeruzalem of Gerkesklooster was een mannenklooster in het Friese dorp Gerkesklooster dat er ook zijn naam aan te danken heeft. Hoewel in 1240 gesticht als een premonstratenzer klooster, veranderde het in 1249 in een dochterklooster van het cisterciënzer klooster Klaarkamp bij Rinsumageest. Het klooster was gewijd aan Maria en Benedictus. In 1580 werd het klooster opgeheven en in 1594 werden alle gebouwen met uitzondering van de brouwerij afgebroken. Dit gebouw werd in 1629 herbestemd en ging fungeren als de hervormde kerk van Gerkesklooster.

## Geschiedenis

### Stichting
Het klooster zou in 1240 gesticht zijn door de kinderloze edelman Gerke uit Twijzel. Voor de stichting besloot hij zijn landgoed Wigerathorp aan te wenden. Het werd naar zijn eigen wens "Gerkesklooster" genoemd. Gerke kreeg in eerste instantie steun van de Augustijner koorheren van Ludingakerke bij Midlum. Hij was echter niet tevreden over de geboden bijstand. Hierop wendde hij zich tot abt Sidach van het cisterciënzer klooster Klaarkamp bij Rinsumageest. Deze abt reageerde aanvankelijk terughoudend, aangezien Ludingakerke op dat moment nog zeggenschap had over Gerkes kloostergemeenschap en dus meldde Gerke zich bij het premonstratenzer klooster Mariëngaarde bij Hallum. Abt Ethelger van Mariëngaarde zond hem uiteindelijk een prior en een kapelaan. Ludingakerke had zich inmiddels teruggetrokken en Mariëngaarde wachtte nog op bisschoppelijke instemming vanuit Münster. De neef van abt Sidach van Klaarkamp, Wibrand Cammingha, overreedde zijn oom om Gerke toch bij de cisterciënzers te laten aansluiten. Wibrand reisde naar Münster en overtuigde de bisschop om de kloostergemeenschap onder zijn hoede te stellen. Dit gebeurde toen abt Ethelger op reis was in 1244. In datzelfde jaar wordt Gerkesklooster in statuten van het kapittel van de cisterciënzers als abdij van de Augustijnen vermeld. Het generaal kapittel stelde toen een onderzoek in naar de aanspraken van de verschillende ordes op Gerkesklooster. Het klooster werd bij de stichting geïnspecteerd door de abten van Aduard en Ihlow.
De cisterciënzers kregen uiteindelijk zeggenschap over de kloostergemeenschap en geboden geestelijken van een andere orde zich uit het klooster te verwijderen. De geestelijken die tot de premonstratenzer orde wensten te behoren gingen wonen op een uithof ten zuiden van Gerkesklooster. Het betrof met name nonnen. Ene Buwe Harkema stichtte in 1248 eveneens een klooster nabij Drogeham: Buweklooster. Hij richtte zich daartoe tot abt Ethelger van Mariëngaarde met het voorstel om voor de zusters die op de uithof onder Gerkesklooster woonden een klooster te bouwen op zijn land. De abt stemde hiermee in en plaatste de nonnen na enige tijd over naar het nieuwe klooster, Mariëngraf of Sepulchrum Sancte Marie. In 1249 werd Gerkesklooster definitief opgenomen in de cisterciënzer orde. Wibrand Cammingha werd aangesteld als eerste abt van Jeruzalem.

### Waterwerken
De ligging van het klooster is met het oog op landaanwinning strategisch gekozen: op een dekzandopduiking in het toenmalige kustgebied, gelegen tussen de Oude Ried en de Lauwers (twee veenstromen). Hoewel deze veenstromen al enigszins bedijkt waren door de plaatselijke bevolking voor de komst van de kloosterlingen en de Lauwers reeds dichtgeslibd was, waren beide wateren nog niet afgedamd. Zo lag er al een dijk vanaf Buitenpost via Scharnehuizen naar Kollum om de hogere zandgronden te beschermen. Rond 1250 is er reeds sprake van een "dijck by den velde", welke van Stroobos via Grijpskerk en Niezijl naar Noordhorn liep. Deze dijk komt in 1385 voor als de "Roder". Rond 1250-1275 werd een dijk aangelegd van Kollum via Burum en Visvliet: de Soensterdijk of Oude Zeedijk.
De dichtgeslibde Lauwers boog oorspronkelijk voorbij Stroobos meer af richting het oosten en stroomde ten noorden van Grijpskerk. Rond 1200 is de rivier door mensen aangesloten op de benedenloop van de Oude Ried, waarna deze benedenloop voortaan ook Lauwers zou gaan heten. Rond 1250 werd de bovenloop van de Lauwers alsnog afgedamd bij de aansluiting op de Oude Ried met de Schalkendam. Voor de afvoer van het water uit het gebied rond Augustinusga werd de Oude Vaart aangelegd, deze sloot tussen Gerkesklooster en Visvliet bij Sarabos aan op de Lauwers. Aan de westkant van de afgedamde Lauwers werd voor de afwatering van het gebied rond Surhuizum gebruikgemaakt van de Oude Veenster Vaart in de Surhuizumer Mieden. In 1492 werd met de inwoners van Surhuizum overeengekomen om deze vaart te kanaliseren en bevaarbaar te maken. Hier had het klooster zelf ook baat bij om turf af te kunnen voeren. In 1493 werd de aanleg van deze vaart uitbesteed aan ene Gosschalk, naar wie de Schalkendam ook vernoemd werd.
Ten oosten van de Lauwers werd rond 1490 de Zijlroe aangelegd. Deze liep vanaf het gebied ten noorden van Opende via Peebos, De Eest en 't Dorp naar de Schalkendam tussen Gerkesklooster er Visvliet. Deze Zijlroe zou volgens de overlevering gegraven zijn door zes monniken en een non. Delen van de Zijlroe werden opgenomen in de Doezumertocht, welke gegraven werd in 1867.
Het gebied ten noorden van Burum werd in de 15e eeuw in stappen bedijkt. Rond 1425 bedijkte Gerkesklooster De Keegen in samenwerking met Kollumerland. In 1453 is er sprake van een nieuwe, alomvattende dijk vanaf Ter Lune bij Kollum, via Kollumerpomp naar Warfstermolen. De dijk tussen Warfstermolen en Pieterzijl was mogelijk al aanwezig. Aan de oostkant van de Lauwers werkte Gerkesklooster tussen 1426 en 1445 namelijk samen met het Kuzemer klooster om de Ruigewaard ten noorden van Grijpskerk te bedijken. Om de Ruigewaard te kunnen inpolderen, moest de waterafvoer geregeld worden. Hiertoe werd een gekanaliseerde omleiding voor de Lauwers ten noorden van Visvliet gecreëerd, het Zijldiep. Rond 1440 werd de oude loop van de Lauwers afgedamd bij De Leegte en werd in het nieuwe Zijldiep een spuisluis aangelegd "an die werve by Lambershuse": de Pieterzijl. Tussen 1453 en 1471 volgde het eiland 't Ooch, het gebied tussen De Leegte en Munnekezijl.

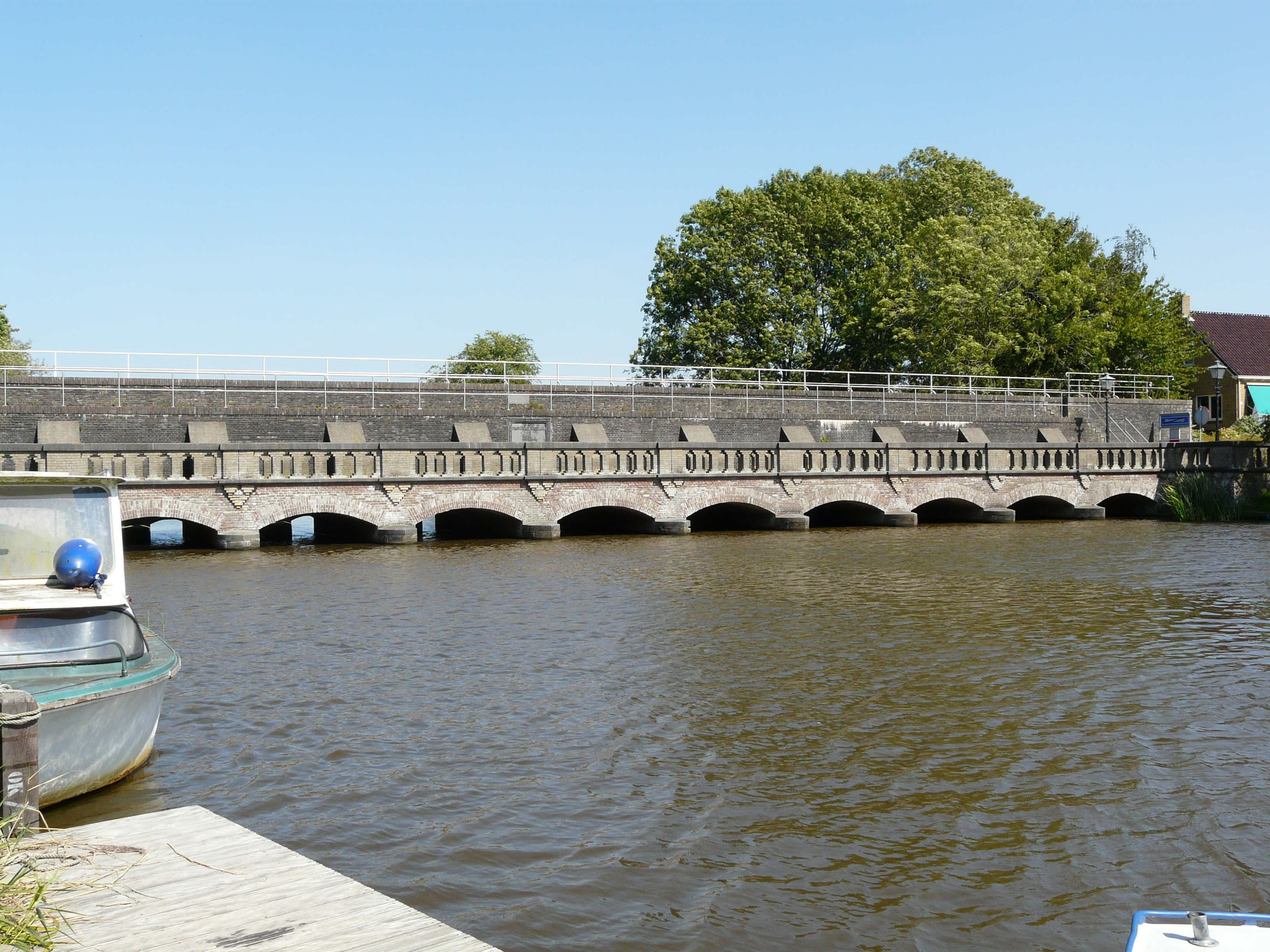
De nieuwe Munnekezijl uit 1882.

Eveneens tussen 1453 en 1471 werd de daadwerkelijke Munnekezijl in de Lauwers geslagen. Hiermee was de waterhuishouding voor de Westerwaard geregeld en kon ook de rest van de Ruigewaard ingepolderd worden. Met de aanleg van de Munnekezijl verloor de Pieterzijl haar functie, maar dit betekende niet dat deze buiten werking werd gesteld. In eerste instantie betaalden alleen Burum en de Ruigewaard zijlschot voor de Munnekezijl, maar in 1512 werd bepaald dat ook Lutjegast een bijdrage moesten leveren en in 1539 kwamen hier de dorpen Doezum en Opende bij. In 1551 werden ook Grootegast en Sebaldeburen bij dit Munnekezijlvest gevoegd, aangezien grote delen van deze dorpen beneden het peil van het Wolddiep lagen en afwatering hierdoor bemoeilijkt werd. Andere dorpen die zijlschot betaalden aan dit waterschap waren Surhuizum, Augustinusga, Harkema-Opeinde, Drogeham en De Kooten voor een deel. De abt van Gerkesklooster was als overste zijlvester en dijkgraaf verantwoordelijk voor het toezicht op het onderhoud van bruggen, dijken, sluizen en wegen.
In 1529 begon Gerkesklooster aan de bedijking van het Nieuw-Kruisland. Andere deelnemers aan dit project waren het klooster van Aduard en het klooster Trimunt bij Marum. In 1542 was de polder voltooid. Van de 1387 pondematen die het gebied groot was, bezat Jeruzalem met 934 (ca. 300 hectare) verreweg het meeste. Alle landaanwinning tussen 1420 en 1530 werd echter al niet meer door de lekebroeders van het klooster verricht. Vanaf die tijd trad de abt op als initiatiefnemer en kapitaalverstrekker en werd het eigenlijke werk uitgevoerd door de pachters van het klooster.
Het klooster was ook betrokken bij het graven van de voorloper van het Kolonelsdiep. Op 27 april 1508 drong graaf Hendrik de Jongere van Stolberg, stadhouder van Friesland onder de Saksen, er bij de abt van Jeruzalem en de grietmannen van Kollumerland en Achtkarspelen op aan dat de vaart tussen Gerkesklooster en Kollum verlengd zou worden tot het Bergumermeer. Dit kanaal zou later deel gaan uitmaken van het Kolonelsdiep en het is tegenwoordig deels opgenomen in het Prinses Margrietkanaal.

### Lijst van abten
Jeruzalem heeft vrij zeker 42 abten gekend. De lijst hieronder geeft enkel de bekende abten weer met jaren waarin zij vermeld werden.
- 1242: Wybrandus Cammingha (zoon van kruisvaarder Dodo Cammingha, deken van Oostergo, voor hij abt werd, was hij kloosterling in Klaarkamp)[9]
- 1355: Syfridus
- 1383: Wybrandus
- 1422: Herthetus (vermoedelijk te identificeren als Hermannus van Meckema, in 1442 ingeschreven als student theologie aan de Universiteit van Keulen)[23]
- 1436: Methardus (mogelijk dezelfde persoon als Herthetus)
- 1479: Wilhelmus
- 1483: Ewert
- 1492: Sywert (mogelijk dezelfde persoon als Ewert)
- 1493: Nicolaus
- 1503: Reynerus Vogelsanck of Doetinchem (eerder monnik in Gerkesklooster, werd in 1492 bevestigd als abt van het Sint-Odulphusklooster te Stavoren, in 1497 en 1501 prior van Galilea en pastoor te Burum, blijkens opschrift kerkklok de 37e abt van Jeruzalem, mogelijk verwant aan andere Doetinchems die in Friesland geestelijke functies bekleedden)[24][25][26]
- 1531: Romboult van Steenwijck
- 1539: Johannes Campensis
- 1543: Gerardus Wiltinck van Dwingel (blijkens gedenksteen in kerk van Visvliet de 30e abt)
- 1562: Everardus Doetinchem
- 1576: Requinus Groningensis (laatste abt van Gerkesklooster, overleed in Groningen in 1610)

### Opheffing
Hoewel het klooster halverwege de 14e eeuw op een contributielijst van cisterciënzer kloosters nog aangemerkt werd als minst vermogende klooster van Friesland, betekenden de bedijkingen tussen 1420 en 1530 bijna een verdubbeling van het grondgebied en daarmee de inkomsten van het klooster. Hiermee kwam het op gelijke hoogte met het moederklooster Klaarkamp. Bij de opheffing in 1580 was Jeruzalem met 2287 hectare na Klaarkamp en Aduard het rijkste klooster van Friesland en Groningen wat betreft grondgebied. Gerkesklooster was een van de weinige kloosters die niet door de Geuzen geplunderd zijn. Wel zouden zij de kerkklok in 1571 gestolen en vervolgens doorverkocht hebben. Deze kwam zo terecht in Gadstrup, Denemarken. In 1572 werd een aantal monniken van het klooster Bloemkamp tijdelijk in Jeruzalem ondergebracht. Zij ontvluchtten hun klooster toen de Geuzen naderden om er later terug te keren.
De dertien monniken en twee lekenbroeders die in 1580 nog in Jeruzalem verbleven, weken in het begin van dat jaar uit naar de stad Groningen. Alle voorwerpen van waarde werden door de monniken in een kist meegevoerd naar het refugium in Groningen. In 1594 beloofde de abt de gehele administratie van het klooster over te dragen in ruil voor een pensioen van de Staten van Friesland. Een aantal kloosterlingen zou later de hervormde leer aannemen. Zo is bekend dat monnik Henricus Heeck zich bekeerde. Een drietal monniken keerde terug naar Achtkarspelen om er predikant te worden. Kapelaan Johannes Metelen werd de eerste predikant van Twijzel, Johannes Blijenstein werd de eerste predikant van Burum en pastoor Wolterus Doetinchem zou later uit Groningen terugkeren om de eerste predikant van de combinatie Augustinusga/Surhuizum te worden.

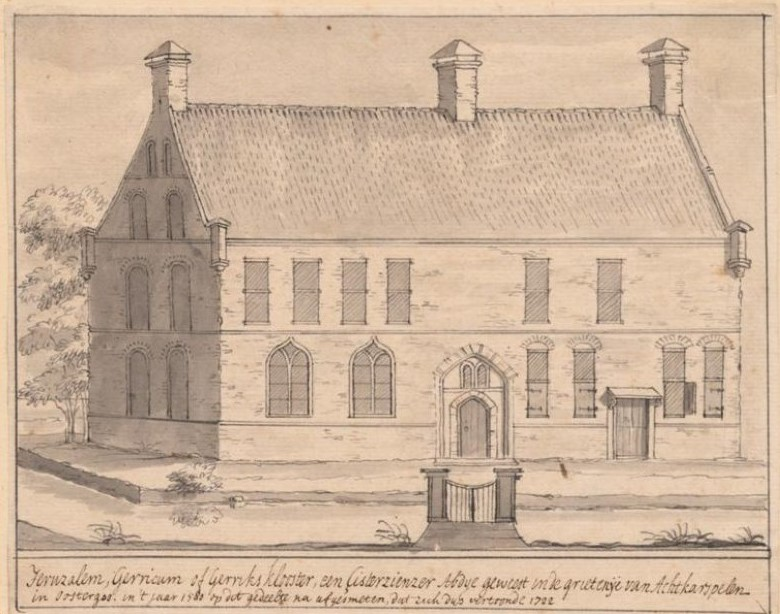
De hervormde kerk van Gerkesklooster op een tekening van Jacobus Stellingwerff uit 1722.

Wijbrand van Roorda en Haye van Herbranda, grietman van Achtkarspelen, werden in 1580 door de Staten van Friesland naar het klooster gestuurd om het geheel te confisqueren. Zij troffen slechts enkele medewerkers aan. Het complex bestond onder andere uit een: "Capittelhuys" (kapittelzaal), "syckhuys" (infirmarium), "feynte rempter" (refter), "vrouwenhuys", "brouwhuys" en een "librije" (bibliotheek). Het dormitorium werd aangeduid als "caemers solder" wat erop wijst dat de slaapzaal in kamers onderverdeeld was, terwijl de cisterciënzer orde voorschrijft dat dit één grote zaal behoort te zijn. Daarnaast kende het klooster een "Stadtholderscamer". Het is namelijk bekend dat het convent onderdak bood aan Spaanse soldaten. Gerkesklooster speelde eerder een belangrijke rol in de vredesbesprekingen tussen de Schieringers en Vetkopers in 1419 en 1422. George van Saksen en de stad Groningen onderhandelden ter plaatse meermaals over verlenging van hun bestand. De gebouwen werden omgeven door het "Abtshof". Rond het complex lag een muur met een poort aan de noordoostkant. Ook wordt melding gemaakt van een "weyntmeulen" (windmolen). Deze zou uiteindelijk in 1763 afgebroken worden.
Hoewel een klein deel in 1580 op afbraak werd verkocht, werden uit het complex drie eenheden gecreëerd die verhuurd werden. In 1594 werden alle gebouwen inclusief de aan Maria en Bernardus van Clairvaux gewijde kloosterkerk alsnog afgebroken. Enkel het vermoedelijk 15e-eeuwse brouwhuis bleef bewaard. Op 7 augustus 1629 werd toestemming verleend om dit gebouw tot kerk te verbouwen. Het gebouw zal eerder hoger geweest zijn, aangezien de waterlijst een relatief hoge positie inneemt. Op een tekening van het kerkgebouw uit 1722 van Jacobus Stellingwerff bevindt deze lijst zich op de helft van de muur. Tot 1871 zou de predikant in het oostelijke deel van de kerk blijven wonen en tot 1960 werd dit gedeelte bewoond door de koster. Er wordt evenwel gehypothetiseerd dat dit oorspronkelijk niet de brouwerij maar het abtshuis van het klooster was. Verschillende zaken wijzen in deze richting. Zo staat het gebouw op het gewijde deel van het kloosterterrein en bevindt het zich dicht bij de locatie van het voormalige poortgebouw, zoals ook het geval was bij het klooster van Aduard. Daarnaast is het gebouw aan de grote kant en statig vormgegeven voor een brouwerij.

## Uithoven en dochterklooster
Gerkesklooster verwierf door zijn bijdragen aan waterwerken grote oppervlakten aan land. Het klooster richtte zich niet enkel op de noordelijke kleigebieden, maar het had ook enkele uithoven in de uitgestrekte veengebieden ten zuiden van het klooster. Jeruzalem zou al kort naar de stichting over zijn gegaan tot de stichting van deze uithoven, aangezien dit ook door de cisterciënzer orde voorgeschreven werd. Vanuit het convent is het vrouwenklooster Galilea bij Burum gesticht. Daarnaast zou in 1191 het klooster Trimunt ook geïnstitueerd zijn vanuit Gerkesklooster. Daar de geschiedenis van Gerkesklooster zelf in 1240 aanving, is deze stichting niet correct. Jeruzalem voerde in meerdere plaatsen in de omgeving van Gerkesklooster de jurisdictie die vervolgens uitbesteed werd aan aangestelde leken. Deze constructie bestond in Burum en Visvliet, maar ook in Augsbuurt kwam de wereldlijke macht toe aan het klooster. Tevens heeft het klooster mogelijk rechten doen gelden in Lutjegast. In 1459 bevestigde abt Herthetus dat enkele meiers van het klooster recht hadden op een vrije stoel in de kerk van Lutjegast. De abt spreekt hier over "onser Kercken … toe Luckegast". Dit duidt mogelijk ook op patronaatsrecht aldaar.
Verder hadden de abten van Jeruzalem het patronaatsrecht van de kerk van Augustinusga. Deze kerk is waarschijnlijk ook gebouwd door de monniken van Gerkesklooster, aangezien cisterciënzers de voorkeur geven aan een rechtgesloten koormuur. Daarnaast werd op het nieuwgewonnen Nieuw-Kruisland een aan Maria gewijde kapel gesticht, maar deze groeide nooit uit tot een kerk. Ook werd een kapel gesticht op de Westerhorn, omdat de afstand voor de gelovigen van Grijpskerk die in Sebaldeburen ter kerke gingen nogal groot was. Deze stichting wordt aan de monniken van Gerkesklooster toegeschreven. Het klooster zou volgens een akte uit 1426 ook enkele boerderijen op de Westerhorn gehad hebben.
De gebiedsuitbreidingen van het klooster verliepen niet altijd zonder tegenstand. Zo werd in 1443 een eiland in het Dokkumergrootdiep ten zuiden van Engwierum na een geschil tussen het Sint-Bonifatiusklooster te Dokkum en Gerkesklooster aan laatstgenoemd convent toegewezen zijn.
Het klooster kwam in 1548 tegenover ene Folcke Gratinga te staan in een proces voor het Hof van Friesland aangaande de eigendom van een stuk veen onder Surhuizum. Dat het klooster ook niet schroomde om geweld te gebruiken blijkt uit een overeenkomst uit 1464 tussen de abt van Gerkesklooster met Offa Jargizma, Pybe Eernsma, Buwa Meckema en Wyger Foyngha om landerijen die hen toekomen desnoods met geweld te verdedigen. In 1453 werden paarden van Gerkesklooster gepand door het gerecht van Utingeradeel naar aanleiding van een doodslag gepleegd door een onderhorige of convers van het klooster. In Beets kwam men vervolgens samen om te onderhandelen, maar daar sloeg een onderhorige van het klooster nog twee mannen van de tegenpartij dood. De zaak zou pas 27 jaar later tot een einde komen. In 1346 bleek het klooster samen met onder meer Klaarkamp en Aduard betrokken te zijn bij het beroven van Hamburgse handelsschepen.

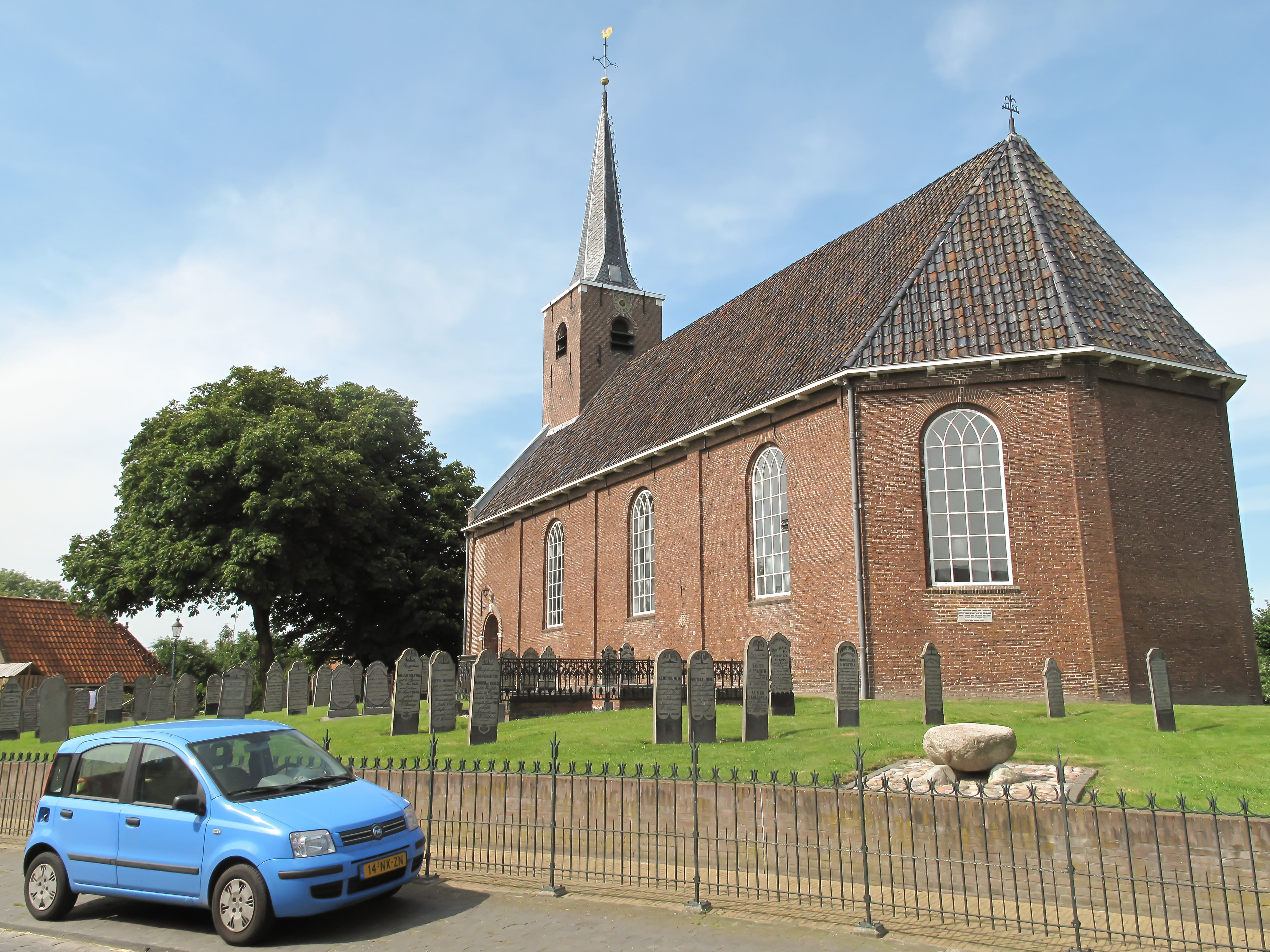
De hervormde kerk van Burum met rechts op de voorgrond de steen waar de dorpsrechter op plaatsnam ten tijde van een proces. Naast de steen bevond zich eertijds een schandpaal.

### Burum
In 1408 werd de kerk van Burum met al haar bezittingen overgedragen aan Gerkesklooster. De pastoor van het dorp was sedertdien afkomstig van Galilea of Jeruzalem zelf. Bij de overdracht behielden de inwoners en kerkvoogden van Burum zich namelijk het recht voor om zelf de pastoor te kiezen uit de monniken van het klooster. Het klooster bezat er reeds veel grond en was betrokken bij de inpoldering van de Lauwerszee. Tevens bezat Gerkesklooster een uithof in Burum. Hoewel Burum wat betreft de rechtspraak onder Kollumerland viel, sprak het klooster recht over zijn meiers in het gebied. Ook het lagere recht was in handen van Jeruzalem, dat het uitbesteedde aan een wereldlijke rechter. De grietmannen van Kollumerland kwamen hier tevergeefs tegen in verzet. Dit leverde een bijzondere situatie op. Gerkesklooster was namelijk gelegen in het bisdom Münster, maar het bezat het kerkelijke en wereldlijke recht in Burum, gelegen in bisdom Utrecht. Als teken van de macht van het klooster werd in Burum een galg opgericht. Nog in 1580 wordt vermeld dat de kerk en de pastoor van Burum door de abt van Jeruzalem onderhouden worden. Johannes Blijenstein was de laatste pastoor van Burum en eveneens afkomstig uit Gerkesklooster. Hij nam de hervormde leer aan en trouwde met zijn concubine. Blijenstein werd vervolgens de eerste predikant van Burum. In 1662 int de predikant nog de grondpacht van een pand in Burum dat "het uithof" heet.

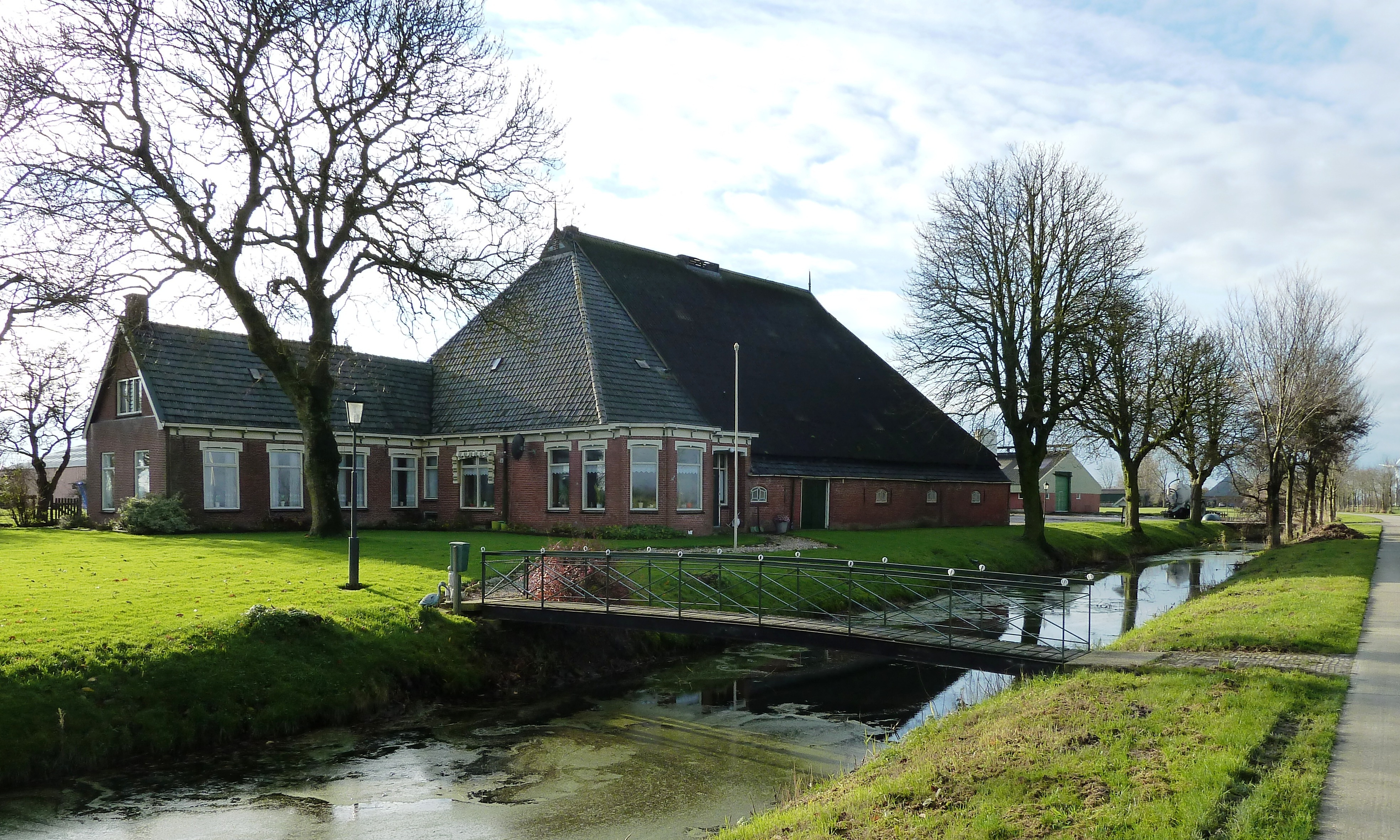
De kop-hals-rompboerderij "Vrouwenklooster Galilea" uit 1893 aan de Friesestraatweg. Op het voormalige kloosterterrein bevindt zich ook een stelpboerderij uit 1910.

### Galilea
In 1326 werd het Vrouwenklooster Galilea voor het eerst vermeld, maar waarschijnlijk is het reeds voor 1300 gesticht als een uithof van Gerkesklooster. De eigendommen van Galilea en Gerkesklooster werden uiteindelijk van elkaar gescheiden in 1479. Daarbij kreeg Galilea het nabijgelegen Scharnehuizen toebedeeld. Enkel de veengebieden bleven gemeenschappelijk bezit. Hoewel de beide kloosters sindsdien van elkaar gescheiden waren, zou Galilea in later jaren een uithof genoemd blijven worden. Galilea was in tegenstelling tot het klooster te Veenklooster geen "jonkvrouwenproosdij", maar een klooster voor gewone nonnen.
Geestelijken uit Galilea komen voor als pastoors te Burum en mogelijk ook in Kollum. Evenals het moederklooster werd Galilea in 1580 opgeheven. De kloosterlingen trokken daarop naar de provincie Groningen. Net als de geestelijken van Gerkesklooster kregen ook de religieuzen van Vrouwenklooster een pensioen in ruil voor de kloosteradministratie. De bezittingen werden verkocht en de landerijen werden in vier boerderijen opgedeeld. Naast de vier hoofdgebouwen bestond het complex uit een ziekenhuis, portiershuis, een nieuwe zaal, het blauwe huis en het spinhuis. Deze delen werden op afbraak verkocht en het vrijgekomen materiaal zou gebruikt zijn voor de reparatie van de schans bij Munnekezijl.

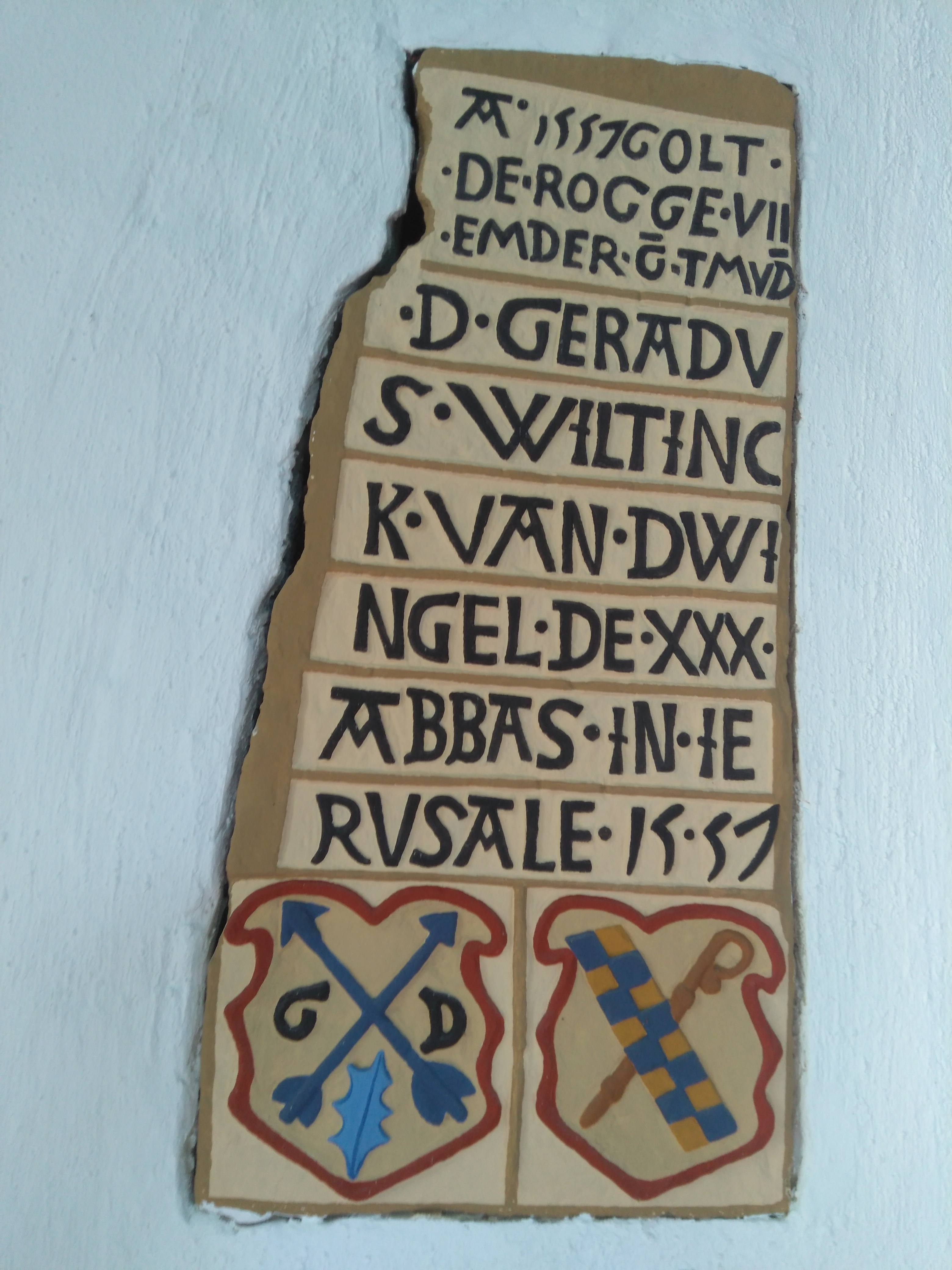
De herdenkingssteen in de hervormde kerk van Visvliet ter herinnering aan de hoge roggeprijs van het duurtejaar 1557 (7 Emder gulden per mud). Soortgelijke vermeldingen van dure rogge komen voor in de kerk van Tinallinge en in de Gertrudiskerk te Lutkewierum.

### Visvliet
Reeds in een oorkonde 1320 wordt nieuwaangewonnen land in Langewold verdeeld tussen Gerkesklooster en medegeërfden. Visvliet zal destijds al in gebruik geweest zijn als voorwerk. Het dorp zal begonnen zijn als een voorwerk van het convent bestaande uit één of enkele boerderijen die binnendijks gelegen waren. In 1476 wordt voor het eerst melding gemaakt van een sluis bij Bartoleshus. Dit Bartoleshus is vrij zeker een kloosterboerderij bij Visvliet geweest. Ter plaatse van deze sluis bevindt zich tegenwoordig de Gerkesburg. Eveneens werd de kerk van Visvliet waarschijnlijk gesticht vanuit Jeruzalem, blijkens een gevelsteen zou dit in 1427 gebeurd zijn. In de kerk van Visvliet herinnert een gedenksteen nog aan de hoge roggeprijs van 1557. Daarop wordt ook de naam van de 30e abt van Gerkesklooster, Gerardus Wiltinck, afkomstig uit Dwingeloo, vermeld.
In 1426 werd Visvliet aangeduid als het Olden foerwerck (= oude voorwerk) up den uterdick, by der Olde syelroede (bij het oude zijldiep) en andermaal werd Visvliet als het olden voerwerck vermeld in 1459. Evenals in andere gebieden waar Gerkesklooster de jurisdictie voerde, werden ook in Visvliet de dorpsrechters door de abt van het klooster aangesteld. Dit waren eigenerfden uit de omgeving, kloostermeiers of kloosterlingen. Visvliet zelf kende namelijk geen eigenerfden daar het gehele grondgebied aan het klooster toekwam en zich zo geen plaatselijke elite kon ontwikkelen door het verwerven van landerijen. Net als in Burum werd ook in Visvliet een galg opgericht als symbool van de macht van het klooster.
Hoewel dit voorwerk zich op Gronings grondgebied bevond, verviel het met de opheffing van het klooster in 1580 aan de Staten van Friesland. Groningen bleef de Lauwers echter als grens hanteren en stelde bij het invoeren van het stapelrecht een douanepost in te Visvliet. De Staten van Friesland verkochten de landerijen van Visvliet in 1637 en 1638 aan particulieren. De heerlijkheid Visvliet omvatte tevens Pieterzijl en werd in eerste instantie verkocht aan Frederick baron thoe Schwartzenberg, maar hij overleed voordat hij de som van ƒ50.000 voldaan had. Thoe Schwartzenberg was voornemens om de heerlijkheid Visvliet te verkopen aan Johan Huydecoper. Hierop verkochten de Staten van Friesland de heerlijkheid aan Stad en Ommelanden in 1643.

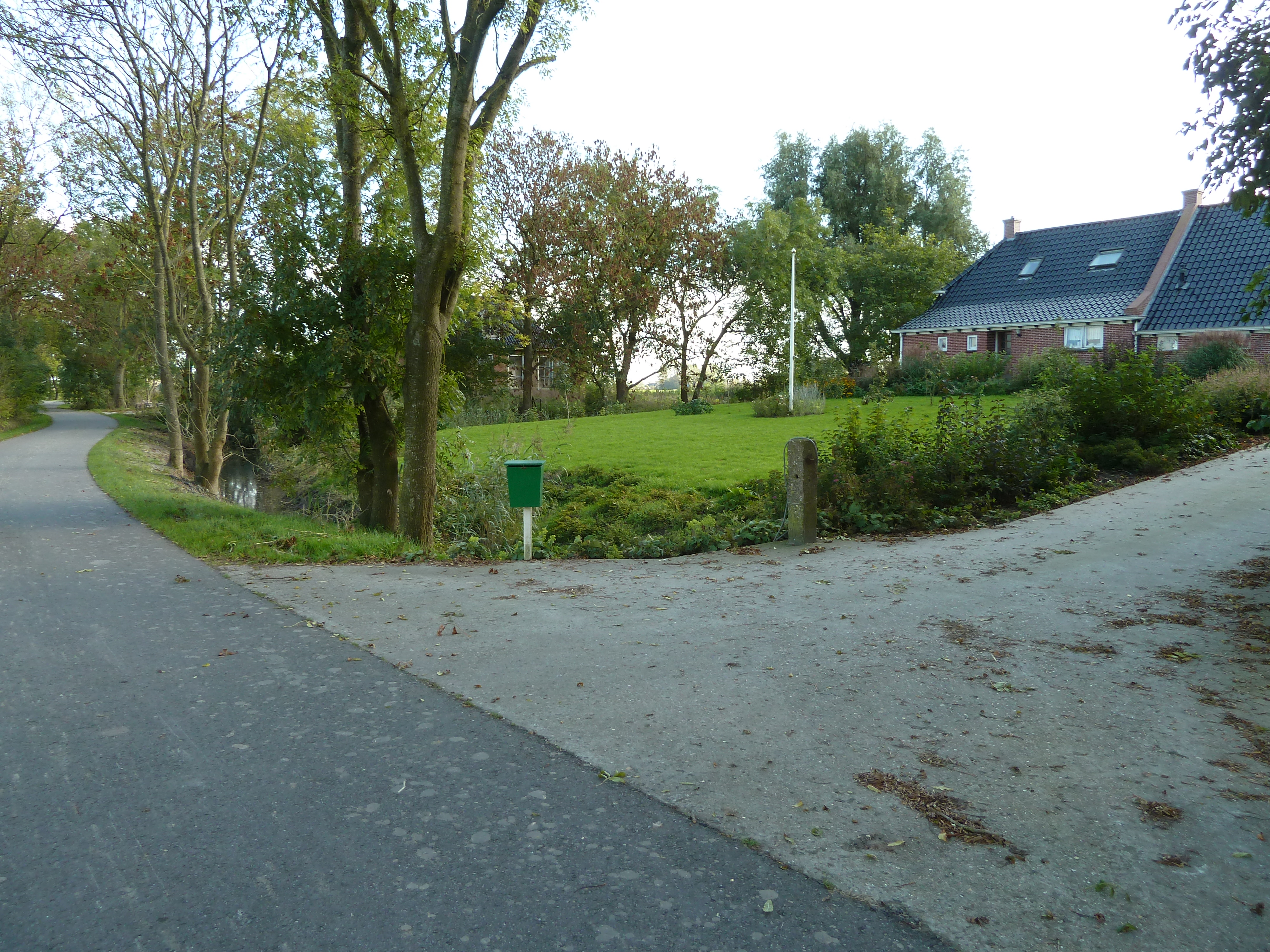
Zicht op de hooggelegen buurtschap Hilmahuis ten noorden van Lutjegast met links de restanten van een gracht. Delen van dit huis zijn nog opgebouwd uit kloostermoppen.

### Hilmahuis
In 1320 wordt het voorwerk Hilmahuis aangeduid als "Hillamahusum" bij de verdeling van nieuw land tussen Gerkesklooster en medegeërfden. De naam zou verwijzen naar de vooraanstaande familie Hillema/Hijlema uit Lutjegast, het verband tussen dit geslacht en het voorwerk is echter niet zeker. De aan de Hillema's verwante familie Froma bezat een edele heerd direct ten zuidoosten van Hilmahuis. Ene Gercke Froma leende in 1540 geld aan Gerkesklooster en in 1541 was hij rechter te Visvliet uit naam van het convent. Gelijk Visvliet was ook Hilmahuis in 1320 al als voorwerk in gebruik. Het werd in een oorkonde uit 1459 ook wel aangeduid als het "nye vorwerck" (= nieuwe voorwerk). Hilmahuis werd echter niet meer door monniken of lekenbroeders geëxploiteerd. In dezelfde oorkonde uit 1459 is tevens sprake van het Hinkemahuis. Hier zou zich tevens een kapel bevonden hebben. Het klooster zou de aangeslibde gronden ten noorden van de Hogemieden door een gemeenschappelijke schenking verkregen hebben. Deze Hogemieden vormden namelijk een gezamenlijk bezit van de ingezetenen van Lutjegast en Grootegast en was gelegen ten westen van Lutjegast. Als tegenprestatie heeft het klooster mogelijk het Visvlieterdiep gegraven om de afwatering van het gebied rond Lutjegast te verbeteren. Ten zuidwesten van de wierde Hilmahuis bevindt zich in de buurtschap Dorp de boerderij Dorpsterweg 6 welke ook als voorwerk van Gerkesklooster ontstaan zou zijn.

### Ter Schoole
Op een gegeven moment kwam Gerkesklooster in het bezit van de meest zuidelijk gelegen boerderij in Kortwoude bij Surhuizum. Hier stichtte het klooster een uithof dat de naam "Ter Schoole" kreeg. De boerderij had een geschikte locatie voor opstrek en het klooster breidde zijn terrein dan ook uit naar het zuidwesten richting de Lits en de venen van Buweklooster bij Rottevalle. In dit gebied van zo'n 800 hectare zouden later de dorpen Surhuisterveen, Boelenslaan en Houtigehage ontstaan. Een deel van de zuidgrens van de venen, de Faasmagreppel, vormt nog steeds de grens tussen Smallingerland en Achtkarspelen. Ter plaatse was sprake van twee gebouwen van het klooster. Zo zou zich de "Oude Abtskamer" op de westelijke hoek van de Dr. Van Kammenstraat en De Kolk in Surhuisterveen bevonden hebben. Ook wordt melding gemaakt van de "Roode School". De term "school" duidt hier vermoedelijk op een slaapplaats van monniken (Latijn: "schola"). Deze "Oude-Abtskamer" en de "Roode Schoel" te Surhuisterveen worden beide nog vermeld op de kaart van Schotanus uit 1718 en op de kaart van Wopke Eekhoff uit 1844.
Gerkesklooster was hier waarschijnlijk reeds in de 14e eeuw bezig met kleinschalige turfwinning. Deze turf sloeg het klooster te Kortwoude op aan het water. Tevens zal men er schapen gehouden hebben en zal men niet ver van deze uithof stenen gebakken hebben. Het klooster besteedde het vervenen van een groot deel van dit gebied uit en tekende daartoe in 1576 een contract met de Utrechtse vervenersfamilie Van Voort. De door de familie gevormde "Compagnie van de Gerckensclooster grote venen" kreeg het zuidelijke deel van de veengebieden in gebruik, maar de ondergrond bleef het klooster toebehoren. Met het overgaan van het gebied naar de Staten van Friesland bleven de venen in gebruik bij de familie Van Voort en enkele anderen. Wel was het voor hen onduidelijk aan wie zij de huur dienden te betalen daar de venen van het klooster in 1580 in beslag werden genomen. In 1585 werden achterstallige huren en pachten door de Staten van Friesland opgeëist. Hoewel het klooster zelf tegen die tijd al deels afgebroken was, sloten de in Groningen in ballingschap verblijvende kloosterlingen in 1591 nog wel pachtcontracten af voor een stuk veen bij Surhuizum. Tussen 1638 en 1644 verkocht de familie Van Voort uit geldnood haar eigendommen. In 1640 werd de kloosterboerderij "De Schoole" van de hand gedaan, hierbij was reeds een nederzetting ontstaan. In 1798 was het een boerderij met 85 pondematen aan landerijen.

### Topweer
De uithof Topweer lag in de buurt van Ter Schoole, aan de andere kant van de Lauwers, bij het huidige Opende. Evenals te Ter Schoole zal men zich hier naast akkerbouw voornamelijk op het houden van schapen en het winnen van turf toegelegd hebben. In het archief van Gerkesklooster bevindt zich een transportakte uit 1517 van een stuk veen bij Topweer. In 1530 werd door abt Reynerus Doetinchem ene Johan ter Schoele aangesteld als provenier te Topweer. Hij zal "woenen in dat vuthoff des Conuents vorsz., opt fene toe Topweer, ende den Schaeper ende Torffgrauers hoir gerack doen". Tevens moest hij erop toezien dat alles in goede banen geleid werd en moest hij schade voor het klooster voorkomen. Blijkens het schatregister van 1540 waren in dat jaar in Opende 10 grassen in het bezit van "Dat Convent van Gerrytkens cloester oer uuthoff toe Topswier". In de kloosteropkomsten 1606-1607 komt het andermaal voor als "oudt voorwerck tot Topswier". Evenals de boerderij "De Schoole" werd ook de boerderij "Topsweer" in 1640 verkocht.

### Refugium Groningen
In 1497 kocht het klooster een steenhuis aan de Schoolholm in Groningen nabij de A-kerk. Dit pand fungeerde als refugium voor het klooster. In 1512 werd dezelfde vrijstelling van stedelijke lasten aan het refugium toegekend als reeds aan het refugium van Aduard verleend was. Nog voordat het klooster op last van de Staten van Friesland opgeheven werd in 1580, nam een deel van de monniken de wijk naar het refugium in Groningen. Het toevluchtshuis bleef tot 1610 in gebruik. Later werd het pand in tweeën gedeeld. Het voorste deel ging dienstdoen als school en het achterste deel werd een woonhuis. Later was het pand nog in het bezit van Mr. Willem Frederik Schratenbach baron Rengers en ook Pieter Hendrik Schoute, rector magnificus van de Rijksuniversiteit Groningen, heeft er nog gewoond. De laatste delen van het refugium werden in 1925 afgebroken. Het complex bevond zich op de binnenplaats achter het pand Schoolholm 8; dit pand heeft er mogelijk deel van uitgemaakt.

### Warfstermolen
Het dorp Warfstermolen zou ontstaan bij een warf ('erf', 'wierde' of 'rechtplaats') van Gerkesklooster. Deze werf lag eertijds aan de oude zeedijk (tegenwoordig Gruytsweg) en zou volgens de Andreae een plaats zijn geweest waar dijkvergaderingen werden gehouden. Warfstermolen wordt voor het eerst vermeld in 1574 wanneer er sprake is van een "wyntmoelen staende op de dyk op de Warff".

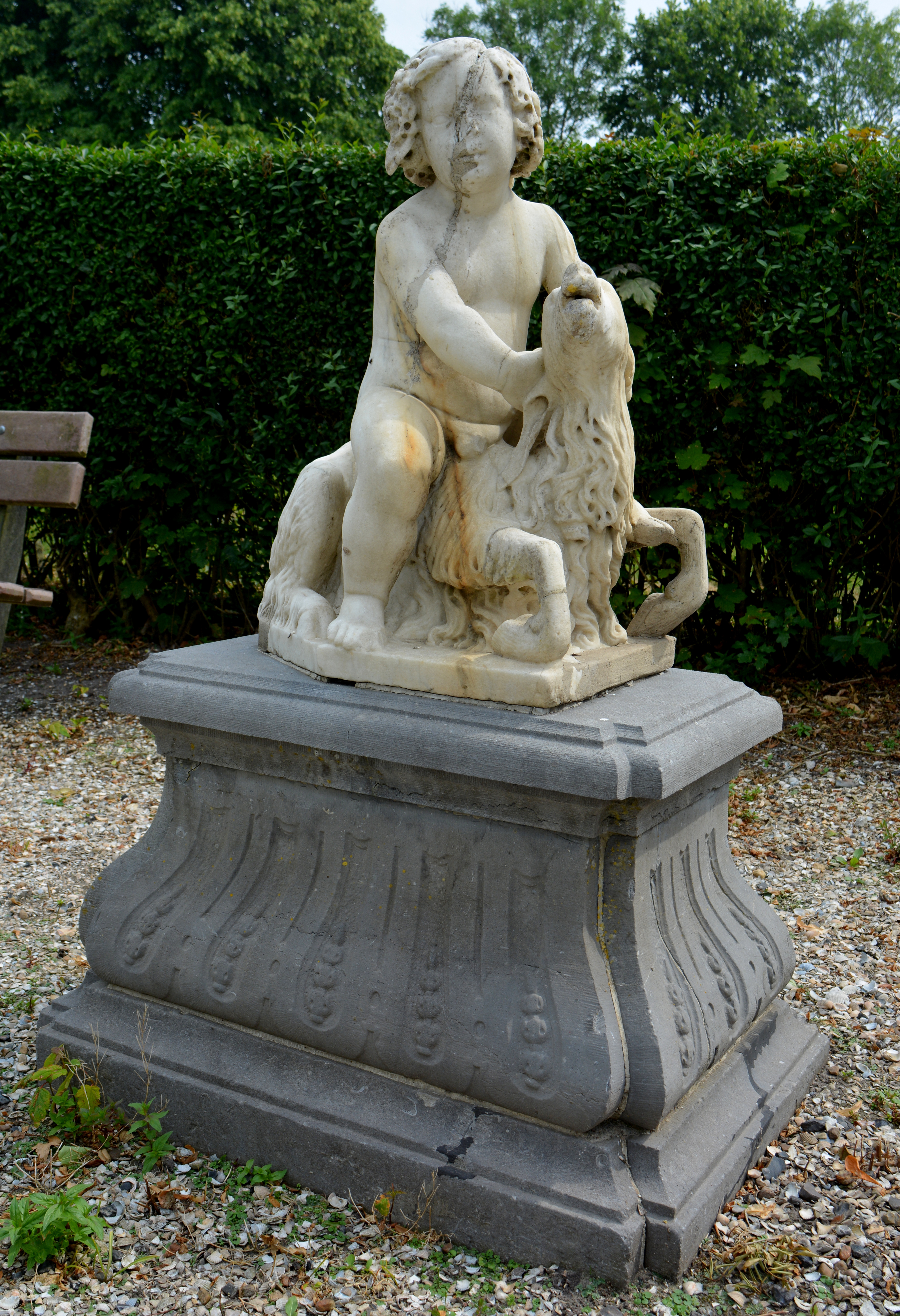
Beeld van de putto naast de kerk.

## Huidige situatie
Tegenwoordig zijn de contouren van het kloosterterrein nog globaal te herkennen. Het terrein wordt ingesloten door De Poorthoek, de Monnikkeweg, Het Singel en Kerkeboeren. Naast een aantal archeologische vondsten zijn tijdens een bodemonderzoek in 1991 fundamenten van het klooster gevonden. Het terrein is dan ook aangemerkt als een terrein met een zeer hoge archeologische waarde. Op de plaats van het complex bevinden zich tegenwoordig de speelvelden van de plaatselijke voetbalclub GSVV: Sportpark "It Kleaster" (Het Klooster). Tevens staat er de hervormde kerk van Gerkesklooster, gevestigd in de voormalige brouwerij van het klooster. Deze brouwerij is het enige kloostergebouw dat gespaard is gebleven in Friesland. In de kerk is sinds 2017 ook de oudheidkamer van Gerkesklooster-Stroobos gevestigd. Op het kerkhof staat een beeldje van een putto die gezeten is op een schaap, waarvan de herkomst onbekend is. Het beeld zou tussen 1575 en 1600 in Italië vervaardigd zijn. Naast de Monnikeweg en de Poorthoek verwijzen meer straatnamen in Gerkesklooster naar het convent: de Wibrandstraat, De Brouwerij, Uithof, Wigerathorp, Klaarkamp en het Gerkepad. Ook zou de naam Sarabos verwijzen naar een zuster Sara van het Vrouwenklooster.